# نصري الجوزي
نصري الجوزي (1908-1996)، كاتب مسرحي فلسطيني ولد في مدينة القدس، تلقى تعليمه الإبتدائي في مدرسة المطران سان جورج. في عام 1935 حصل على شهادة الدبلوم بالصحافة من لندن، عاد إلى مدينة القدس ليعمل في مهنة التدريس حتى عام 1948، هاجر بعد النكبة إلى مدينة دمشق برفقة زوجته وابنتيه وتوفي فيها بتاريخ 17 آب 1996. حصل على وسام القدس للثقافة والفنون عام 1990.

## حياته العملية
ساهم الجوزي في العديد من الأعمال وكان نشيطاً في تأسيس النوادي والفرق المسرحية ومنها:
- ساهم في تأسيس النادي الرياضي العربي في القدس
- أسس جمعية الفنون والتمثيل عام 1928.
- أسس فرقة الجوزي التمثيلية عام 1936.
- تولى تحرير مجلة البطريركية للسريان الأورثوذكس في القدس وهي مجلة تعنى في الأدب والتاريخ.
- كان مدرساً للغة العربية والإنجليزية في المدارس السورية حتى عام 1954.
- رئيساً لقسم الترجمة وتولى الإشراف على مطبوعات مكتب الإعلام الأميركي خلال الفترة من (1956 - 1967).

## أعماله المسرحية
كان للجوزي أعمال مسرحية وتمثيلية عديدة ما قبل النكبة خلال الأعوام (1932-1948) وهي:
| الرقم | عنوان العمل المسرحي           | الرقم | عنوان العمل المسرحي     |
| ----- | ----------------------------- | ----- | ----------------------- |
| 1     | جابر عثرات الكرام             | 2     | أنا لا أحارب من أجل عمر |
| 3     | عيد الأم                      | 4     | الطرف الثلاث            |
| 5     | عمر بن الخطاب والعجوز         | 6     | صلاح الدين الأيوبي      |
| 7     | الطالب النجيب                 | 8     | فؤاد وليلي              |
| 9     | الشموع المحترقة               | 10    | عشاق التماثيل           |
| 11    | عمر بن الخطاب وفتح بيت المقدس | 12    | الحق يعلو               |
| 13    | شبح الأحرار                   | 14    | ذكاء القاضي             |
| 15    | لا أبيع أرضي أو تراث الأباء   |       |                         |

أما أعماله المسرحية ما بعد النكبة:
| الرقم | عنوان العمل المسرحي | الرقم | عنوان العمل المسرحي                      |
| ----- | ------------------- | ----- | ---------------------------------------- |
| 1     | عيد الجلاء          | 2     | فلسطين لن ننساك                          |
| 3     | حطموا الأصنام       | 4     | وفاء الأصحاب                             |
| 5     | الأطفال المشردون    | 6     | خمسة فصول مسرحية بعنوان " مسرحيات قصيرة" |

وله كتب وقصص قصيرة ومنها:
- تاريخ المسرح الفلسطيني (1918 - 1948) الصادر عام 1990.
- تاريخ الإذاعة الفلسطينية (1936 - 1948) الصادر عام 1991.
- "البطل المجهول" قصة قصيرة.
- "وراء الباب" قصة قصيرة.
- "عودة المغترب" قصة قصيرة.